# Ferdinand von Trauttmansdorff
Ferdinando Trauttmansdorff-Weinsberg, conte dell'Impero (Reichsgraf), poi principe dell'Impero (Reichsfürst), Ferdinand von und zu Trauttmansdorff-Weinsberg; a volte erroneamente scritto Trautmansdorff o Trautmannsdorff o Trautmannsdorf o Trauttmannsdorff (Vienna, 12 gennaio 1749 – Vienna, 28 agosto 1827), è stato un diplomatico e politico austriaco.

## Origine

### Famiglia

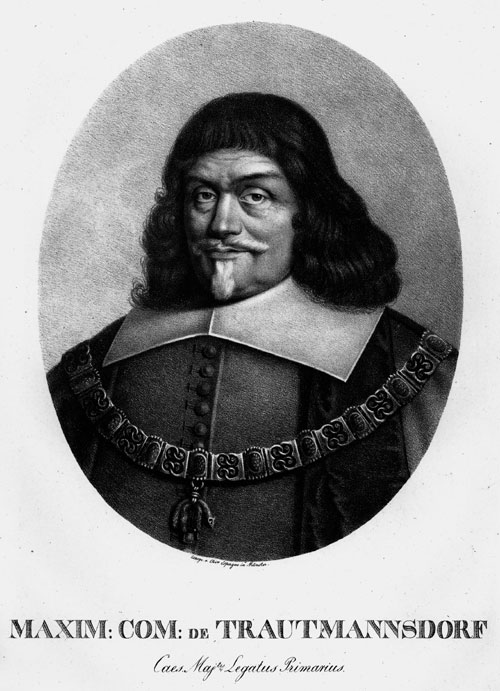
Il conte ministro Maximilian, bisnonno del Ferdinando Trauttmansdorff-Weinsberg

Apparteneva alla casata dei Trauttmansdorff, una delle più antiche e distinte famiglie nobili cattoliche d'Austria, che faceva risalire la propria ascendenza sin dal 984 e vantava alcuni personaggi celebri, quali il bisnonno Maximilian, gratificato del titolo di conte von Trauttmansdorff nel 1623 dall'Imperatore Ferdinando III e, soprattutto, plenipotenziario imperiale alla Pace di Vestfalia. Il titolo nobiliare era legato a una contea sita nelle immediate vicinanze di Vienna, l'odierna Trautmannsdorf an der Leitha.
Il padre, Francesco Norberto conte di Trauttmansdorff-Weinsberg (11 gennaio 1709-18 giugno 1786), era stato consigliere di Stato e ciambellano dell'Imperatore; poi gran-maestro della corte dell'arciduchessa Maria Elisabetta, sorella dell'Imperatore Carlo VI e, per ben 17 anni, dal 1724 al 1741, Governatrice dei Paesi Bassi Austriaci: in quel periodo, il 4 dicembre 1726, aveva sposato una gran nobile vallona, Florence-Josephe contessa De Gavre, morta nel 1742. In seconde nozze aveva sposato, Maria Anna, contessa di Herberstein (28 marzo 1723-7 febbraio 1815) e dama dell'Ordine della Croce Stellata: la madre del nostro Trauttmansdorff e di un fratello a lui maggiore.

### Matrimonio
La posizione alla corte di Vienna venne ulteriormente elevata dal matrimonio, avvenuto il 18 maggio 1772, con Carolina di Colloredo, nona ed ultima figlia sopravvissuta del principe Rodolfo di Colloredo: basti pensare che il padre, cavaliere del Toson d'oro, era stato vice-cancelliere imperiale dal 1737 al 1742, e poi dal 1746 al 1763; il primo figlio era Franz de Paula Colloredo-Mannsfeld, cavaliere del Toson d'oro dal 1772, alto diplomatico e commissario imperiale alla Camera Imperiale di Wetzlar; terzo figlio era Hieronymus von Colloredo, principe-arcivescovo di Salisburgo dal 1771; il quarto era Joseph Colloredo, tenente-feldmaresciallo dal 1771; il quinto era Wenzel Joseph Colloredo, Oberst dal sicuro avvenire.

## Inizio della carriera diplomatica

### Studi ed ingresso alla cancelleria imperiale
In quanto figlio secondo e cadetto, fu in gioventù destinato al servizio civile, ciò che determinò la sua formazione scolastica, insolitamente completa: prima presso l'Università di Vienna, poi presso l'Ufficio centrale della legge imperiale poi, nel 1769, presso la Corte Suprema di Wetzlar. La conclusione degli studi fu seguita, secondo l'uso del tempo, da un grand tour per l'Europa. Nel frattempo, la morte del fratello maggiore lo aveva reso erede del grande patrimonio familiare e allargato immensamente il suo rango e le sue prospettive.
Rientrato dal lungo viaggio, venne impiegato presso l'amministrazione della Bassa Austria, ma brevemente, poiché, in virtù del rango e della posizione a corte della famiglia, nel 1774 poté intraprendere l'assai più distinta carriera diplomatica, presso la Cancelleria di Vienna, allora sotto la direzione del celebre principe di Kaunitz. E, già nel 1780 diveniva uno degli inviati della Provincia Imperiale di Boemia alla Dieta Imperiale di Ratisbona.

### La "guerra della marmitta"
L'occasione di mettersi in mostra venne con la nomina, nel 1783 a rappresentante imperiale presso il Circolo di Franconia. Da circa due anni, il successore di Maria Teresa, l'Imperatore Giuseppe II, andava mettendo in atto una complessa serie di manovre diplomatiche e militari, per affrancare i Paesi Bassi austriaci dai detti notevoli diritti di ingerenza delle Province Unite. L'occasione per forzare la situazione venne nel maggio 1784, allorché queste ultime erano impegnate nella, per loro, disgraziata quarta guerra anglo-olandese: Vienna ingiunse agli Stati Generali dell'Aia la cessione di alcuni territori e, soprattutto, la libera navigazione della Schelda. Ne seguì una breve crisi militare, che indusse le due parti ad accettare la mediazione francese con il trattato di Fontainebleau dell'8 novembre 1785.
Nel vortice della spirale militare, Vienna dovette garantirsi il passaggio delle truppe verso i Paesi Bassi, per il quale ebbe difficoltà ad assicurarsi il consenso della Dieta Imperiale: Federico il Grande oppose un netto rifiuto, mentre altri stati posero varie difficoltà. Al contrario, nel Circolo di Franconia tutto andò senza intoppi, grazie all'attivismo del Trauttmansdorff, che si era garantito personalmente il consenso dei differenti principi e soggetti sovrani interessati. Ciò che gli guadagnò l'attenzione dell'imperatore e la fiducia del vicecancelliere Philipp Cobenzl.

### La crisi del Fürstenbund

il primo cognato del Trauttmansdorff Franz de Paula Gundaker von Colloredo-Mansfeld

Risolta la questione dei 'diritti olandesi', l'Giuseppe II riprese il suo antico progetto di scambiare i Paesi Bassi austriaci con la Baviera, una provincia assai più prossima e potenzialmente preziosa a Vienna. Dal momento che questo scambio avrebbe fortemente rafforzato la posizione della Casa d'Austria (riducendone i confini), essa suscitò la fiera opposizione del principale avversario di Vienna: l'ormai vecchio Re di Prussia Federico il Grande. Nel 1785, quest'ultimo andava organizzando l'opposizione di quanti più principi imperiale possibile, unendoli in una 'Lega di principi' (Fürstenbund), intesa ad ostacolare il tentativo dell'Imperatore. Tutto ciò procurò al Trauttmansdorff, in quel 1785, il primo incarico diplomatico rilevante: intervenire, con il titolo di ministro plenipotenziario dell'Imperatore, di intervenire presso l'Elettore di Magonza von Erthal, al fine di evitarne l'adesione al Fürstenbund.
Tuttavia, la missione si presentava particolarmente ardua, in quanto, alla corte di Magonza, i sentimenti verso la corte imperiale erano già sommamente compromessi, a causa della politica religiosa portata avanti dall'Imperatore. Ciò che aveva contribuito grandemente a determinare la volontà del principe elettore a cercare il sostegno prussiano. Accadde così che, pochi mesi dopo l'arrivo del Trauttmansdorff e nonostante i suoi sforzi, il Principe vescovo garantì la propria adesione ed il proprio forte sostenere alla lega.
Questo primo fallimento del Trauttmansdorff poté essere attribuito a un grave incidente fra il von Erthal e il precedente ambasciatore imperiale presso la corte di Magonza, Franz Georg Karl von Metternich (il padre del più celebre Clemens) e che era stato richiamato giusto nel maggio 1785. Da qui nacque una profonda ostilità reciproca fra i due diplomatici imperiali, destinata ad influenzare anche significativamente la carriera di entrambe.

### La disputa sulla successione all'elettorato di Magonza
Assunse, così, una particolare rilevanza politica la scelta del coadiutore (ovvero il successore in pectore) del von Erthal, carica per la quale Vienna voleva assolutamente un uomo di propria fiducia. Ma, per come si erano messe le cose, a Vienna venne considerato un successo anche la nomina, il 1º aprile 1787, del candidato sostenuto dalla parte avversa, nella persona del von Dalberg, dal momento che l'uomo veniva giudicato incerto e un poco perso in vacui progetti di riconciliazione dell'Impero.
Ad ogni buon conto, la lunga negoziazione ebbe, a tratti, un'importanza tutta particolare nel contesto delle politiche imperiale, cosicché il Trauttmansdorff ebbe occasione di intrattenere una corrispondenza diretta con Giuseppe II. Per soprannumero, il fallimento circa la questione dell'adesione al Fürstenbund venne dimenticato e, in effetti, essa andava attribuita in massima parte alla velleitarietà delle ambizioni dell'Imperatore. Al contrario, la soluzione circa la successione all'Elettorato venne considerata, complessivamente, un successo: ciò che consentì al Trauttmansdorff di acquistare un gran credito presso Giuseppe II, che lo inserì nel numero dei ciambellani e dei molti consiglieri intimi. Da gran cortigiano, il conte faceva mostra di condividerne tutte le opinioni circa le innovazioni politiche e religiose passate alla storia come giuseppinismo.

## Ministro plenipotenziario nei Paesi Bassi austriaci

### La nomina a Bruxelles
Mentre in tal modo si consumava la presa di Vienna sull'Impero, l'Imperatore era tutto dedito a rafforzare l'efficacia del proprio governo sulle terre ereditarie. Nei Paesi Bassi austriaci, in particolare, si trattava di sradicare il complesso sistema di 'libertà' (privilegi, prerogative, costumi, esenzioni, diritti, concessioni, comuni e particolari, incarichi, uffici ereditari, benefici ecclesiastici), la più famosa delle quali era la cosiddetta Joyeuse Entrée, che da secoli limitavano grandemente l'efficacia del governo ed il potenziale carico fiscale nei Paesi Bassi cattolici e, per ciò stesso, erano colà tenute in gran conto.
Una prima serie di editti (emessi fra il 16 ottobre 1786 ed il 12 marzo 1787,) provocò la reazione degli 'Stati del Brabante' e, il 30 maggio 1787, un gran tumulto di folla: ciò indusse i 'governatori generali congiunti' (il duca di Alberto di Sassonia-Teschen e sua moglie l'Arciduchessa Maria-Cristina) a decretare la restaurazione degli antichi privilegi e l'annullamento di tutto ciò che era stato fatto in loro violazione.
Giuseppe II la prese assai male, ma dovette rinunciare a una repressione militare a causa dell'inatteso scoppio, il 10 agosto 1787, della guerra russo-turca: Vienna dovette concentrare l'esercito a formare un 'cordone militare' ai confini meridionali, in attesa di un prossimo intervento nel conflitto al fianco della propria grande alleata Caterina la Grande. Licenziò, quindi, con decreto del 21 settembre 1787, il proprio rappresentante imperiale straordinario presso la corte di Bruxelles conte di Belgiojoso, sostituendolo con un ministro plenipotenziario, nella persona del Trauttmansdorff.

### Il precipitare della crisi istituzionale

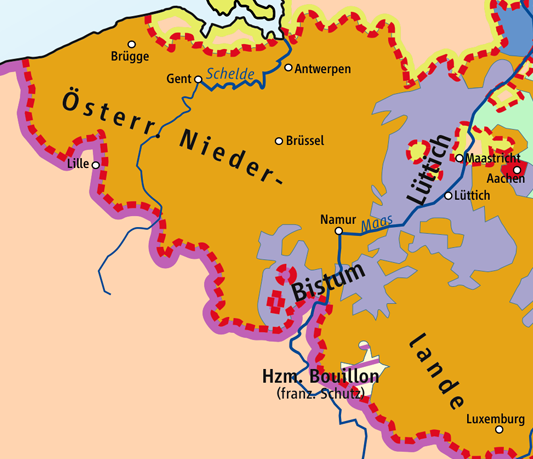
I Paesi Bassi austriaci ed il Principato vescovile di Liegi nel 1789

Trauttmansdorff poté gestire il ritorno all'antico ordine costituito. Ma, essendo Vienna entrata, il 9 febbraio 1788, nella guerra russo-turca, allorché giunsero a Bruxelles notizie di una vittoria turca, presso Caransebeș, nel Banato austriaco, il 20-21 settembre, gli ordini privilegiati dei Paesi Bassi austriaci vollero profittare. Essi continuarono a contestare l'unica riforma non rinnegata: l'istituzione di un unico 'seminario generale', che veniva lasciata sopravvivere unicamente come segno della sovranità imperiale.
Già nell'ottobre 1788, gli Stati del Brabante e quelli dell'Hainaut (ovvero il covo di quegli interessi privilegiati che la riforma intendeva sacrificare) rifiutarono di votare i 'sussidi ordinari', ovvero le tasse ogni anno versate al tesoro imperiale. Poi, il 18 giugno 1789, gli 'Stati del Brabante', rifiutarono l'adesione a una limitata riforma istituzionale che avrebbe rimosso alcuni cavilli costituzionali che più impedivano l'azione del governo imperiale in quella ricca provincia. Ciò che indusse Trauttmansdorff, quello stesso giorno, a decretare 'annientata' la Joyeuse entrée e tutti gli altri privilegi, ed aboliti gli Stati del Brabante ed il Consiglio del Brabante.
In tutti questi eventi, Trauttmansdorff ebbe un ruolo assolutamente predominante. Anzitutto in quanto i suoi poteri, ben maggiori di quelli del proprio predecessore Belgiojoso, in pratica svuotavano quelli dei 'governatori generali congiunti'. In secondo luogo poiché egli ebbe grande influenza sulla determinazione Giuseppe II, attraverso una corrispondenza privata, che saltava l'intermediazione (e la mediazione assai meno aggressiva) del cancelliere principe di Kaunitz e del vicecancelliere Philipp Cobenzl. Quest'ultimo ricorda con nettezza: Trauttmansdorff volle fare la propria corte all'imperatore ed insinuarsi sempre più nel suo favore, assecondando il suo carattere impaziente ed applaudendo la sua attitudine per le misure rigorose ... che non vi erano timori, che non si sarebbe osata una rivolta, che impiegando misure di rigore, tutto sarebbe andato come desiderato ... si faceva autorizzare dall'Imperatore ogni sorta di atto arbitrario, contrario alla costituzione.

### La ribellione formale dei privilegiati

Il generale belga Vander Mersch.

Ad ogni buon conto, la posizione ferma del Trauttmansdorff era sicuramente secondata anche dal governatore militare generale d'Alton. Cosicché, Giuseppe II poté crogiolarsi con l'illusione del successo: ancora il 10 agosto 1789 scriveva al fratello Leopoldo che tutto era quieto nei Paesi Bassi.
Nella realtà, la ferita inferta alla classe dirigente dei Paesi Bassi austriaci era troppo evidente perché potesse essere rimarginata senza che questa tentasse una rivalsa. Accadde così che ribelli e scontenti di ogni sorta trovarono riparo in esilio nelle Province Unite e nel Principato di Liegi ove, il 18 agosto 1789, si consumava una piccola rivoluzione, dai risvolti assai simili a quella in corso nei Paesi Bassi austriaci.
In particolare, fra i rifugiati spiccavano il vescovo di Malines cardinale von Frankenberg, gli abati delle grandi e ricche abbazie di Tongerloo e St Bernard e un gran numero di deputati dei disciolti 'Stati del Brabante'. Essi auto-proclamarono la propria riunione 'Stati del Brabante' in esilio, ottennero una promessa di appoggio da parte delle corti dell'Aia e di Berlino, quindi inviarono una rimostranza all'Imperatore, chiedendo il ristabilimento di tutti gli antichi privilegi del Ducato del Brabante, appellandosi, in caso di rifiuto, a Dio ed alla propria spada. Al contempo, nella città di Hasselt, sul territorio del Principato di Liegi si organizzò una banda partigiana, nucleo di un''armata patriottica' con la quale si intendeva entrare nei Paesi Bassi austriaci ed indurre il popolo all'aperta insurrezione.
Se contro il piccolo Principato di Liegi fu possibile, sul fine dell'estate del 1789, effettuare un raid punitivo che fu sufficiente ad indurre i volontari a spostarsi nelle accoglienti Province Unite; al contrario, rispetto all'aperta sfida di queste ultime, è chiaro che né Trautmansdorff né d'Alton potevano assolutamente alcunché, almeno sinché fosse durato l'impegno del grosso dell'esercito imperiale alla guerra contro i turchi.

### La crisi militare

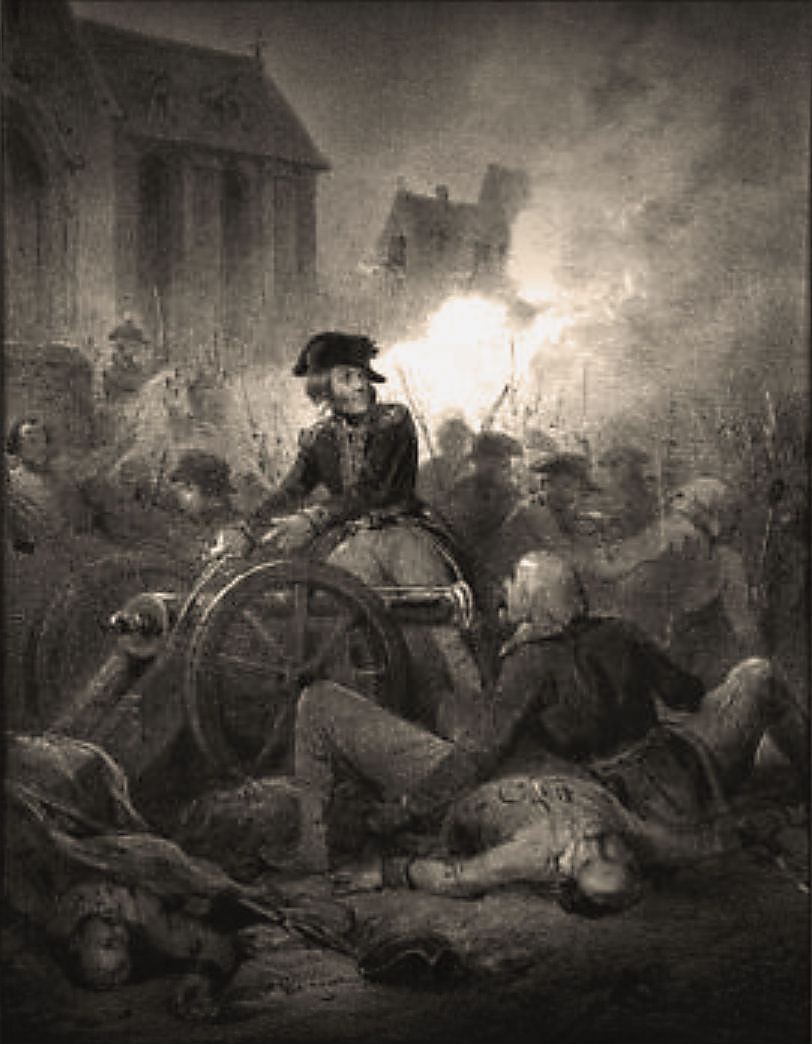
La Battaglia di Turnhout, ottobre 1789

Il momento della prova venne il 24 ottobre 1789, allorché due grosse bande di partigiani entrarono simultaneamente: una a sud, sul Brabante, la seconda a nord della grande piazzaforte di Anversa verso la Fiandra. La prima registrò un successo del tutto insperato alla battaglia di Turnhout il 27, per poi ripassare velocemente il confine, la notte del 10 novembre. La seconda, inizialmente respinta, ripassò il confine il 4 novembre e, all'alba del 13 novembre, si presentò di fronte alla grande città di Gand. Ne seguì una vera e propria insurrezione urbana che costrinse, nella notte fra il 16 ed il 17 novembre, gli Imperiali ad evacuare in direzione di Bruxelles.
Nella partita svolse un ruolo cruciale il Trauttmansdorff, in quanto fu per suo ordine diretto (senza nemmeno sentire il d'Alton) che venne evacuata la pur munitissima cittadella di Gand. I contenuti di tale ordine sono incerti, ma le fonti concordano che il ministro agisse con l'intento politico di evitare la completa distruzione della città, già pesantemente colpita dal bombardamento: ciò che avrebbe definitivamente compromesso ogni chance di compromesso politico al quale il ministro ancora attivamente mirava. Ma è certo che l'ordine di evacuazione rappresentò il punto di non ritorno della Rivoluzione del Brabante, con quali conseguenze sul governo e sulla popolazione di Bruxelles, è facile intuire.

### La sostituzione con un nuovo plenipotenziario

Combattimenti nelle strade di Gand, novembre 1789.

La caduta di Gand, il 17 novembre, gettò il governo di Bruxelles nel panico: il 18 novembre i 'governatori generali congiunti', abbandonarono Bruxelles e, a rappresentare visibilmente l'Imperatore rimaneva solo il 'ministro plenipotenziario' e le truppe del d'Alton. Al che Trauttmansdorff prese a pubblicare una successione di dichiarazioni ed ordinanze (dal 20 al 26 novembre) con le quali, di propria iniziativa, revocò tutte e ciascuna le riforme volute dall'Imperatore e ristabilì per intero la Joyeuse entrée, gli 'Stati', il Consiglio del Brabante ed i privilegi pregressi, dando loro più di quanto avessero mai osato domandare. Non ottenne, però, in alcun modo il risultato pacificare gli animi, anzi, con la sua irragionevole frenesia egli rese palese a tutti di essere preda di un esagerato senso del pericolo, che contribuì fortemente a fomentare quell'insurrezione che voleva, apparentemente, evitare.
Per giunta, mentre l'insurrezione era già in corso ed aveva già assunto un carattere schiettamente militare, Trauttmansdorff, impedì alle truppe di battersi: prima, il 2 dicembre, costringendo il d'Alton ad accettare un armistizio con la colonna ribelle del Vander Mersch, rientrata nel Brabante ma ormai in fuga; poi, il 6 dicembre ordinandogli la demolizione delle opere di fortificazione che avrebbero, forse, permesso a quel restava dell'esercito imperiale di tenere Bruxelles. Chiaramente, ciò che Trauttmansdorff impose fu un suicidio militare, del quale i primi ad accorgersi furono gli stessi soldati: la diserzione ... cominciò a praticarsi in grande, per plotoni, per intere compagnie. E se, sino ad allora, il precipitare della crisi poteva essere addossata agli imprevisti fallimenti militari del d'Alton, da questo momento cruciale la responsabilità fu tutta, e solo, del Trauttmansdorff: un osservatore assai credibile e spassionato attribuisce tale clamorosi errori a un ragionamento naïf del 'ministro plenipotenziario' che se le cause dell'insurrezione (le riforme abolite con i proclami del 20-26 novembre e la presenza delle truppe in armi) venivano a cessare, anche l'effetto (la rivoluzione) doveva cessare. Un ragionamento naïf, che essenzialmente falso in caso di rivoluzioni in quanto non si transige con la sommossa trionfante: bisogna strapparle la vittoria o accordarle tutto ciò che essa esige, ovvero, ormai, tout court la cessazione del governo imperiale.
Fu a quel punto, che, finalmente, Giuseppe II prese atto del fallimento del Trauttmansdorff e stabilì l'intenzione di inviare da Vienna il vice-cancelliere Philipp Cobenzl: egli partì da Vienna il 30 novembre e giungeva con tutti i poteri della sovranità. La notizia giunse a Bruxelles il 9 dicembre e fu a tutti ben chiaro che il nostro, ancorché non ancora formalmente sostituito, era totalmente esautorato in ragione del grado e dei poteri del nuovo inviato.

### La caduta di Bruxelles ed il licenziamento
Allorquando giunse finalmente ai confini, Philipp Cobenzl dovette dirigersi nella grande fortezza (germanofona) di Lussemburgo, l'unica provincia dei Paesi Bassi austriaci che non si fosse rivoltata e dove si andavano rifugiando il governo e l'armata del D'Alton, che il 12 dicembre avevano abbandonato Bruxelles ai ribelli, lasciandovi l'artiglieria, il tesoro imperiale e gli archivi: un'onta, quest'ultima, che fu a lungo rimpallata fra Trauttmansdorff e D'Alton, ma che il Philipp Cobenzl non esitava ad attribuire al 'ministro plenipotenziario'.
A Lussemburgo Philipp Cobenzl venne raggiunto da una richiesta di incontro del Trauttmansdorff, cui rispose nei termini più definitivi: che per lui non vi era nulla da fare, di non avere alcun bisogno del suo aiuto e avrebbe fatto meglio a recarsi a Vienna, per discolparsi; al contempo, pari ordine di licenziamento inviava D'Alton.

## Primo allontanamento dalla carriera diplomatica

### Un temporaneo oblio

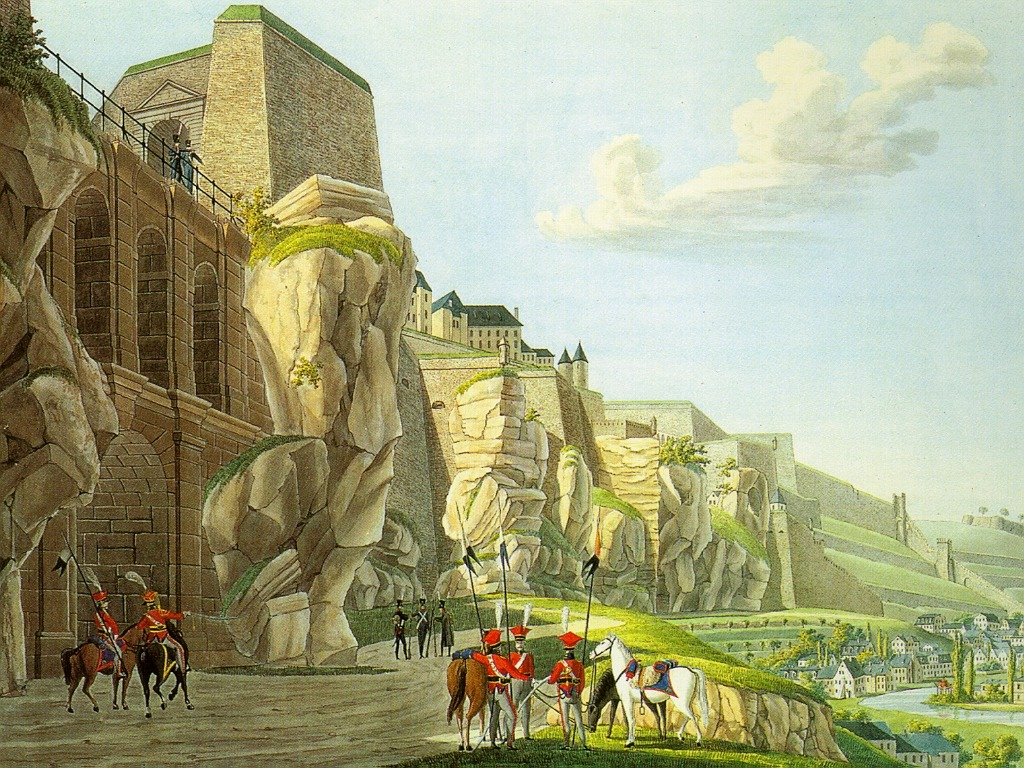
La grande fortezza di Lussemburgo, nel 1814

L'umiliazione della caduta di Bruxelles segnò così la fine dell'incarico del Trauttmansdorff in Belgio: come ovvio e naturale l'Imperatore, la cui risoluzione aveva accelerato questo esito, scaricava tutta la colpa sui suoi consiglieri: d'Alton, che in fondo era solo uno straniero che veniva da un posto improbabile chiamato Rathconrath, da qualche parte nel lontanissimo Leinster, venne comandato di fronte al tribunale di guerra; mentre al conte di Trauttmansdorff, ciambellano di corte, cavaliere del Toson d'oro, ecc., venne concesso l'oblio.
Né si fa fatica a comprendere il differente trattamento: in quel 1789, dei quattro cognati Franz de Paula era passato a vice-cancelliere imperiale il 6 gennaio, Joseph a feldmaresciallo il 2 ottobre, Wenzel Joseph era tenente-feldmaresciallo dal 1784, mentre Hieronymus restava saldamente principe-arcivescovo di Salisburgo. E si può immaginare l'imbarazzo che un'ulteriore umiliazione del Trauttmansdorff avrebbe loro provocato.

### La prima riconquista dei Paesi Bassi

Combattimenti di Flamagne, 28 settembre 1790.

L'allontanamento da corte si prolungò anche dopo che il nuovo Imperatore Leopoldo (dopo aver negoziato un accordo con Prussia, Gran Bretagna e Province Unite alla Conferenza di Reichenbach ed al Congresso dell'Aia) poté schiacciare le Province Unite del Belgio e restaurare il proprio dominio sulle province ribelli.
Il titolo di ministro plenipotenziario a Bruxelles venne restaurato a cavallo del 1791-92, ma la nomina venne riservata al Metternich padre, ovvero il vecchio avversario del Trauttmansdorff al tempo di Magonza, che aveva riacquistato un ruolo di primo piano dopo la fine del regno di Giuseppe II.

### La memoria difensiva del Trauttmansdorff
Nel frattempo, Leopoldo II non volle intervenire a favore dei due sconfitti dell'Insurrezione dei Paesi Bassi. d'Alton morì (o si suicidò) a Treviri, 16 febbraio 1791, completamente in disgrazia. Prima di scomparire, però, sul finire del 1790 aveva pubblicato una ponderosa memoria.
Orbene, in quei due documentatissimi volumi, il generale aggrediva frontalmente la politica del Trauttmansdorff a Bruxelles e, bisogna dire, non certo a sproposito. Questi attacchi costrinsero il conte a reagire inviando al gabinetto di Vienna un'apologia della propria amministrazione dei Paesi Bassi austriaci, anch'essa, sembrerebbe, ben documentata. Al pari del d'Alton, anch'egli gettava il peso del fallimento sugli altri governanti che avevano agito alla corte di Bruxelles in quegli anni: d'Alton non era più lì per replicare, ma vi provvide il conte di Murray (che era stato governatore militare sino al 1787 e governatore civile ad interim nei pochi mesi che seguirono la prima rivolta di Bruxelles del 1787). Ed è probabile che questo rancoroso circo di accuse reciproche, non sarebbe bastata a riscattare l'onore del Trauttmansdorff.

I magistrati di Bruxelles presentano le chiavi della città al maresciallo Bender, 2 dicembre 1790.

La mossa del cavallo che salvò Trauttmansdorff, in tutta evidenza, fu che egli osò aggredire non solo il d'Alton o il Murray o altri funzionari, bensì sottolineò esplicitamente anche le gravi responsabilità delle politiche riformatrici volute dall'ormai defunto Giuseppe II. Orbene, il successore di quest'ultimo, Leopoldo II fece gran mostra della propria lontananza dal predecessore, tanto più nello specifico dei Paesi Bassi austriaci, la fedeltà dei quali, per tutto i primi dieci mesi del 1790, tentò di riacquisire proprio sulla base di una pubblica riprovazione delle riforme costituzionali ed ecclesiastiche che avevano portato alla rivoluzione.

### Pubblicazione della memoria difensiva

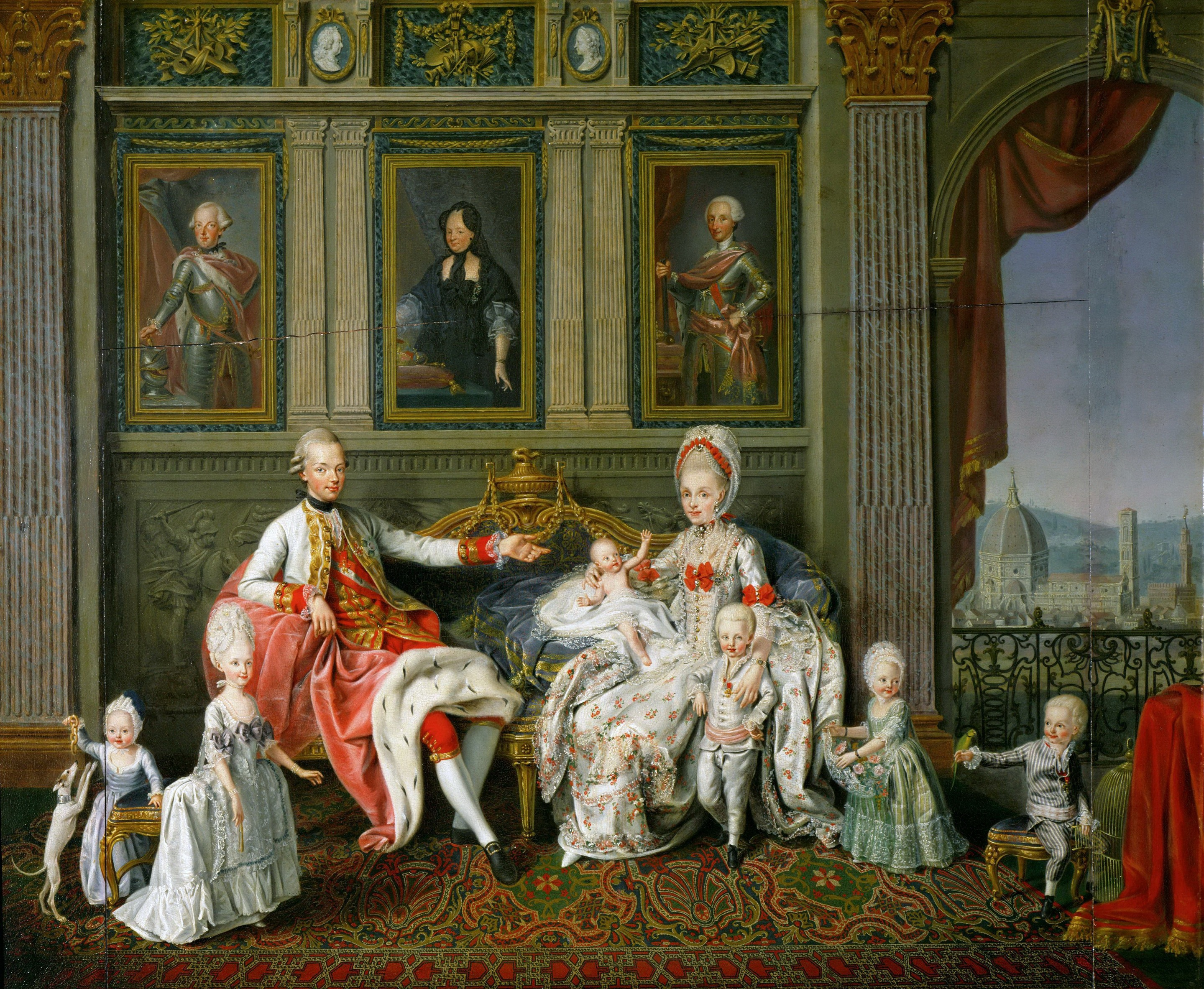
La famiglia di Leopoldo II

In questo iato voleva inserirsi il Trauttmansdorff per recuperare le posizioni perdute. E, per essere più sicuro del risultato, egli volle garantire la diffusione della propria Apologia, stampata almeno in due edizioni: la prima nel 1791, la seconda del 1792 ad Amsterdam.
Ciò che è certo è che l'Apologia non mancò di fare effetto anche a Vienna, in quanto il conte si era descritto come un preveggente critico delle riforme immaginate da Giuseppe II per i Paesi Bassi, proprio in un momento in cui a corte ci si era ben convinti che esse rimanessero sepolte, essendo, nelle difficili circostanze del momento, unicamente possibile fare riferimento all'ordine costituzionale esistente, per quanto arcaico e farraginoso esso fosse; certamente al conte non guastarono le entrature connesse al rango e della posizione della famiglia che, in quel 1792, pose mano a un ambizioso rinnovo del palazzo di famiglia a Vienna, in Herrengasse 21, il cui allargamento e ammodernamento in stile neoclassico affidò all'architetto Andreas Zach. Ricorda bene il Philipp Cobenzl: il conte di Trauttmansdorff, trovandosi senza impiego dopo la sua ritirata dai paesi Bassi, voleva riapparire all'orizzonte, per ristabilire la propria reputazione e riottenere un incarico di prestigio nell'amministrazione degli affari esteri.
Tuttavia, l'onta subita al tempo della Rivoluzione del Brabante era ancora troppo recente e, per essere riammesso al servizio diplomatico, dovette attendere che la Monarchia asburgica subisse un nuovo scossone: la morte di Leopoldo II e l'ascesa al trono del giovane Francesco II, che riammise Trauttmansdorff nel servizio diplomatico.

## Cancelliere di Corte per i Paesi Bassi

### La tentata conquista dei Paesi Bassi francesi
Mentre nei Paesi Bassi austriaci si succedevano rivolta e repressione, a Parigi andavano consumandosi avvenimenti, del tutto imprevedibili e imprevisti, della Rivoluzione francese. Sino al punto che il 20 marzo 1792 l'Assemblea Legislativa votava la dichiarazione di guerra al figlio di Leopoldo II (morto da appena 20 giorni).
Vienna poté inizialmente credere in una relativamente facile vittoria, garantita com'era dalla rinnovata alleanza con Berlino, seguita agli accordi di Reichenbach e sancita dalla Dichiarazione di Pillnitz. Ragion per cui, mosse l'esercito stanziato nei Paesi Bassi austriaci alla riconquista delle città e fortezze di confine, cedute alla Francia sin dal Trattato di Nimega del 1673. Al seguito di quell'esercito, il giovane Francesco II assegnò al Mercy-Argenteau, già tout-puissant ambasciatore a Parigi, l'incarico di prendere possesso delle prede desiderate. L'assai autorevole Michaud scrive che tale incarico venne assegnato, congiuntamente, anche al Trauttmansdorff, ma non v'è alcuna conferma da fonti diverse.

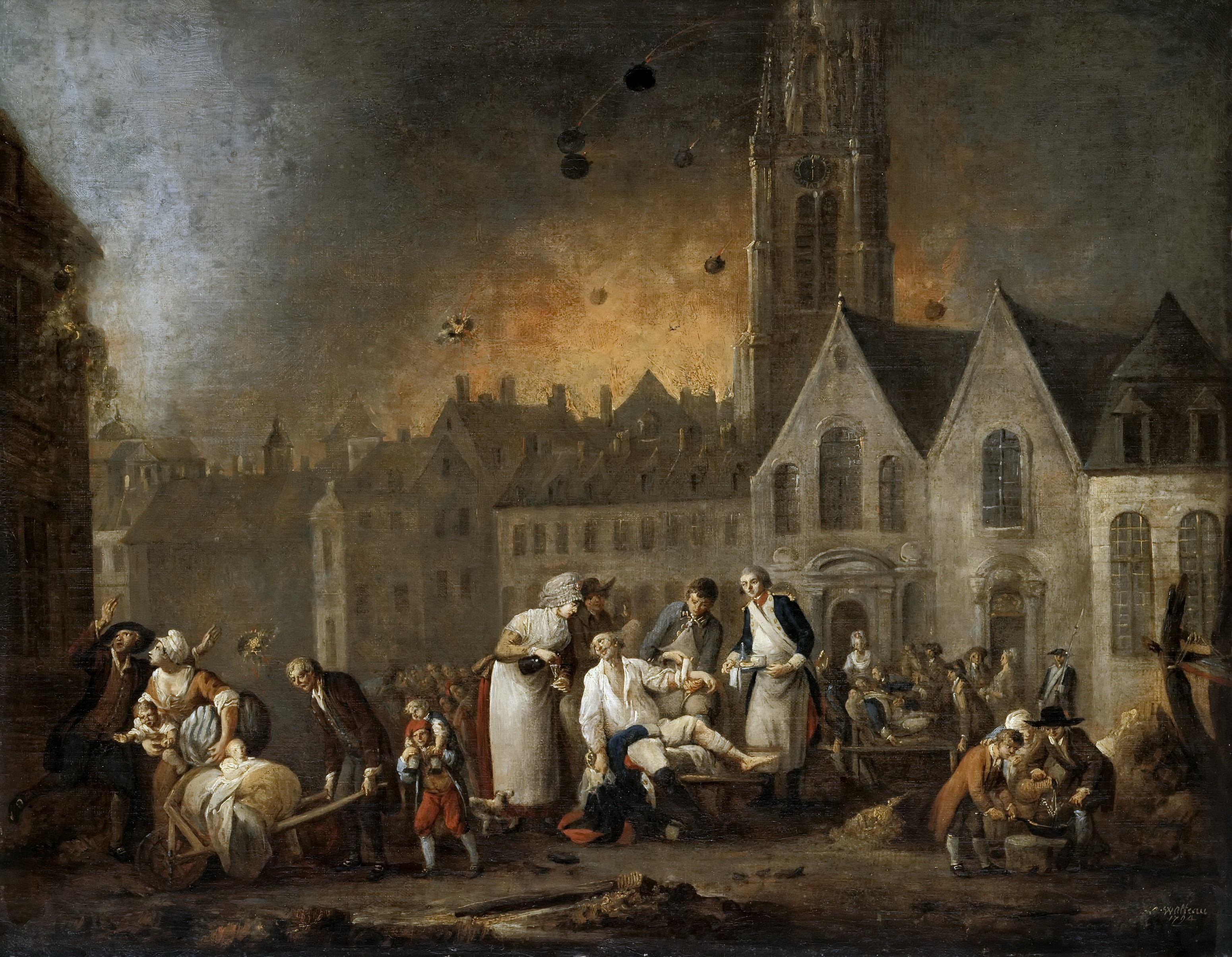
Il bombardamento austriaco di Lilla, 29 settembre-8 ottobre 1792.

### Prima conquista francese dei Paesi Bassi austriaci
Già a settembre, però, gli alleati prussiani venivano fermati a Valmy dall'esercito del Dumouriez eppoi evacuavano il territorio francese. Lo scacco prussiano costrinse anche le colonne imperiali sulla difensiva, sino a romperne le difese alla battaglia di Jemappes, del 6 novembre 1792, che trascinò la prima conquista francese dei Paesi Bassi austriaci.
Francesco II, però, non dava per persi i Paesi Bassi. Anzi, concentrò a tal punto gli sforzi in quella direzione, da indurre San Pietroburgo e Berlino a profittarne per completare da sole la seconda spartizione della Polonia, in un loro trattato segreto del 28 gennaio 1793. Vienna veniva lasciata fuori in previsione di un futuribile compenso che riguardava, comunque, i Paesi Bassi austriaci: un improbabile scambio tra questi ultimi e la Baviera, ovvero la sanzione di un guadagno territoriale da conquistarsi a spese della Francia. I dettagli dell'accordo, però, furono sconosciuti a Vienna, almeno sino al 25 marzo seguente, cosicché nulla distolse Francesco II ed il Philipp Cobenzl dal concentrare ogni loro sforzo dal fronte francese.

### Creazione del Cancellierato per i Paesi Bassi
In vista dell'imminente campagna militare, venne rinforzato lo staff diplomatico dedicato: anzitutto, con la nomina, il 19 gennaio 1793, del Thugut a rappresentante diplomatico presso l'armata austriaca nei Paesi Bassi. Eppoi, il 28 febbraio 1793, del Trauttmansdorff alla cancelleria di corte per i Paesi Bassi, basata a Vienna: si trattava di un servizio speciale, staccato dalla cancelleria, per la prima volta in trent'anni e nonostante l'opposizione del vice-cancelliere Philipp Cobenzl: oramai considerato Trauttmansdorff un nemico (anche perché era fra quelli che a Vienna meglio conoscevano il suo tragico fallimento di Bruxelles).

### La seconda riconquista dei Paesi Bassi
Contemporaneamente, era in marcia il nuovo esercito che Imperatore aveva affidato al principe di Coburgo e al proprio fratello arciduca Carlo: assai in fretta, essi poterono riguadagnare i Paesi Bassi austriaci, alla grande vittoria di Neerwinden, il 18 marzo 1793.
Nell'occasione Trauttmansdorff poté ben vantarsi che, piuttosto in fretta, venisse ricostruito un ordinato governo austriaco. Tuttavia, non imprevedibilmente, insorsero difficoltà inestricabili fra il "cancelliere di corte per i Paesi Bassi" ed il ministro di stato: l'esigenza del momento era raccogliere quante più risorse finanziarie possibile, per finanziare la guerra in corso volta, anche, a difendere i Paesi Bassi austriaci.
Ebbene, le restaurate assemblee provinciali (gli "Stati") erano come minimo recalcitranti a concedere nuove sovvenzioni, ciò che causò un'inestricabile guerra di carte fra Trauttmansdorff e Metternich padre, che praticamente paralizzò il governo civile e, di riflesso, indebolì assai l'efficienza dell'amministrazione militare. E che durò sinché durò il controllo austriaco di quelle regioni. Una circostanza piuttosto imbarazzante, dal momento che, in origine, a Vienna l'incarico del Trauttmansdorff era stato concepito proprio al fine di sovraintendere ed evitare che si ripetessero le molte difficoltà che il Metternich padre aveva incontrato in qualità di 'ministro plenipotenziario' a Bruxelles, nel corso della prima rioccupazione.
Quel che è certo è che a Vienna nessuno poteva farsi una chiara idea della reale situazione dei Paesi Bassi, mentre, a Bruxelles, gli 'Stati' erano gli unici vincitori della diatriba fra ministri che essi stessi avevano innescato.

### L'arrivo del Thugut al ministero degli esteri

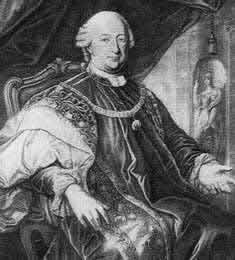
Il vicecancelliere Philipp Cobenzl

Come accennato, pochi giorni dopo l'arrivo del Trauttmansdorff alla 'cancelleria dei Paesi Bassi', il 25 marzo 1793, gli inviati di Russia e Prussia annunciarono alla corte di Vienna la seconda spartizione della Polonia; ciò spiaque moltissimo a Francesco II, che, il 27 marzo, fece dimettere il Philipp Cobenzl e, di lì a poco, nominò il Thugut nuovo "direttore generale degli Affari esteri". D'altronde lo stesso Philipp Cobenzl considerava Trauttmansdorff e Thugut quali i propri due principali avversari associati nella congiura che aveva portato alla sua destituzione.
Per reazione alla vicenda polacca, la nuova politica estera di Vienna si ispirò alla totale spregiudicatezza che caratterizzava la politica della Prussia di Federico Guglielmo II e del suo ministro Hertzberg: mirare esclusivamente a guadagni territoriali e di influenza, senza badare troppo alle esigenze formalmente dettate dall'alleanza con la Prussia.

### Le trattative segrete di Bruxelles
In un simile scenario, si può ben comprendere come, ormai, i Paesi Bassi austriaci venissero considerati non più che mera merce di scambio: già nel 1778 Maria Teresa aveva tentato di scambiarli con il Ducato di Baviera, scatenando la Guerra di successione bavarese; poi, nel 1785, il di lei figlio Giuseppe II aveva ritentato lo scambio, scatenando la citata crisi del 'Fürstenbund'; poi, come testé richiamato, gli Imperiali avevano dovuto evacuare Bruxelles due volte: nel 1789 con la Rivoluzione del Brabante e nel 1792 dopo Jemappes. Quindi, ve ne era più che a sufficienza perché tutte le parti fossero ben certe che i Paesi Bassi austriaci (nonostante garantissero ampie risorse al tesoro imperiale) si trovassero decisamente ai margini dagli interessi della casa imperiale.
Accadde così che, alla fine del 1793, con i Paesi Bassi austriaci ancora in mano agli Imperiali, la corte di Vienna ed il Comitato di salute pubblica del Robespierre (all'insaputa di Berlino) vollero intavolare in Bruxelles dei negoziati segreti volti ad organizzare, finalmente, il grande scambio che non era riuscito né a Maria Teresa, né a Giuseppe II. Francesco II affidò il delicato incarico al Trauttmansdorff ed al Mercy-Argenteau. Anche in questo caso il coinvolgimento del Trauttmansdorff è riferito dal solo Michaud, ma, a parte l'autorevolezza della fonte, se trattative vi furono non v'è da credere che ne fosse escluso il cancelliere di corte per i Paesi Bassi, ovvero il più diretto interessato.
Ad ogni buon conto, le due parti convennero circa la proposta di Vienna di abbandonare i Paesi Bassi austriaci, attraverso una compensazione in territori più vantaggiosamente situati; ma non seppero identificare quali, dal momento che le reciproche pretese delle due potenze erano ancora troppo lontane per poter raggiungere un accordo definitivo.

### Fra i capi del 'partito della pace'

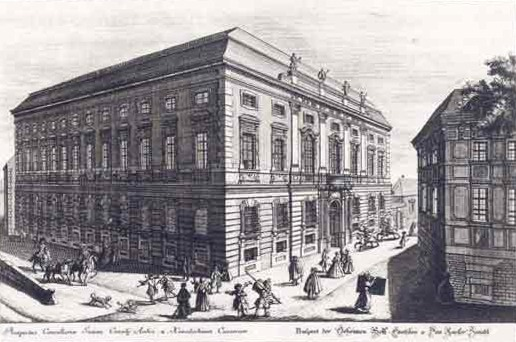
La cancelleria di corte (Hofkanzlei) di Ballhausplatz di Vienna

V'era, poi, una seconda buona ragione perché Trauttmansdorff fosse coinvolto nelle trattative: suo cognato il vice-cancelliere imperiale Principe di Colloredo guidava il potente partito di corte opposto al nuovo direttore generale degli Affari esteri Thugut ed era, quindi, assolutamente naturale che Trauttmansdorff vi si associasse con evidenza. D'altra parte, l'alleanza fra Trauttmansdorff e Thugut di pochi mesi prima, aveva avuto come obiettivo la destituzione del Philipp Cobenzl e, raggiunto quell'obiettivo, i due tornarono in diretta concorrenza per la guida della politica estera.
Per opposizione alla politica intransigentemente bellicista del Thugut, il 'partito' del Principe di Colloredo e del Trauttmansdorff, andò via via delineandosi come partito francese o partito della pace. Tant'è che, quando Francesco II si recò a raggiungere le truppe sul fronte francese, volle viaggiare non solo con il Thugut, ma anche con i due avversari di quest'ultimo: Trauttmansdorff e Principe di Colloredo.
Un episodio saliente di questo scontro si ebbe nel maggio 1794, al campo imperiale di Tournai: Trauttmansdorff, insieme al feldmaresciallo Mack (e con l'appoggio del comandante militare feldmaresciallo Coburgo), cercò di indurre l'Imperatore alla pace con la Francia e gli consigliò di ritirare le truppe dai Paesi Bassi e di avvicinarsi ai limiti delle antiche terre ereditarie. Si opposero, con successo, il Thugut ed il Mercy-Argenteau, i quali non intendevano rinunciare ai diritti della Casa d'Austria sui Paesi Bassi austriaci se non in presenza di un'utile compensazione, del genere di quella che la Francia non era stata capace di concedere, ma che l'Imperatore aveva diritto ad esigere due volte: una per la perdita dei Paesi Bassi, due per l'esclusione dalla seconda spartizione della Polonia.

### Cessazione della carica di 'cancelliere per i Paesi Bassi'
Essendo falliti gli abboccamenti diplomatici, giunse la ripresa delle operazioni francesi nei Paesi Bassi, con la battaglia di Fleurus, il 26 giugno 1794, che diede la stura al ripiegamento degli Imperiali oltre il Reno. In quel contesto, non sorprendentemente Trauttmansdorff volle opporsi all'idea del Metternich padre di armare i contadini fiamminghi e valloni contro i francesi, temendo ne seguisse una rivolta popolare.
A seguito di questa sconfitta, nel 1794, il governo dei Paesi Bassi venne sciolto e la carica di cancelliere di corte per i Paesi Bassi a Vienna soppressa.

## Ministro degli esteri

### Candidato al ministero degli esteri

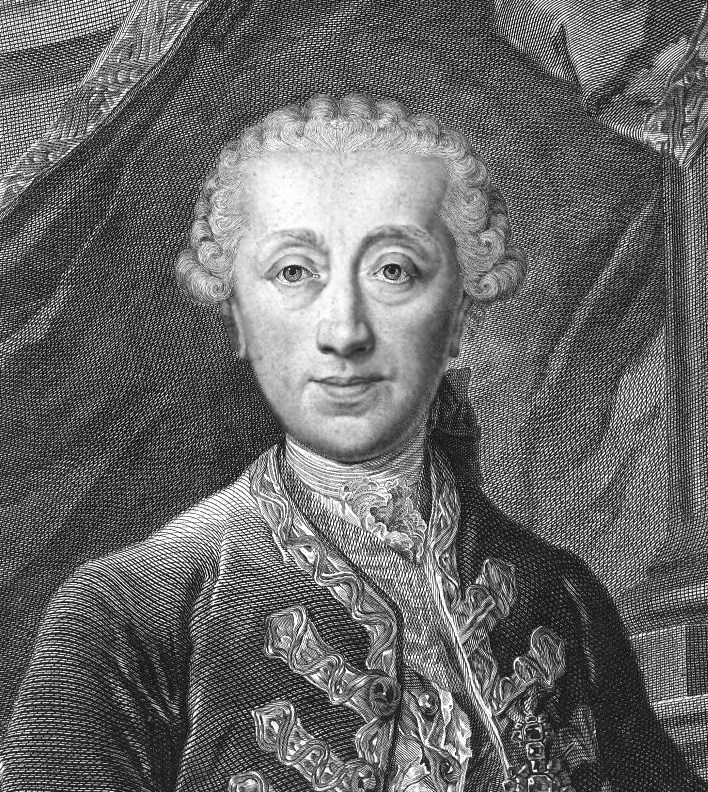
Lo Haus-, Hof- und Staatskanzler principe di Kaunitz

Come detto, alla caduta del Philipp Cobenzl, Thugut aveva assunto la carica di "direttore generale degli Affari esteri". Nel complicatissimo sistema burocratico asburgico, essa si riferiva agli affari delle terre ereditarie, affiancandosi a un ministro degli esteri detto allora cancelliere della Casa, di Corte e di Stato (nella persona del principe di Kaunitz) e a un vice-cancelliere imperiale e, per la gestione degli affari dell'Impero (nella persona del Principe di Colloredo).
Il giorno dopo la sconfitta di Fleurus, 27 giugno 1794, venne la tanto attesa morte del principe di Kaunitz, che rese vacante e disponibile la carica di ministro degli esteri. Nei circoli aristocratici di Vienna, si facevano nomi di diversi candidati per questi posti: il vecchio feldmaresciallo Lacy, Metternich padre, Chotek, il conte Colloredo-Waldsee e, appunto, Trauttmansdorff. Imperatore, però, non volle cambiare cavallo e, il 13 luglio, scelse di promuovere il Thugut da "direttore generale" a "ministro degli Affari esteri".
Alla candidatura del Trauttmansdorff non dovette giovare, né il triplo fallimento di Bruxelles, né l'oggettiva impraticabilità della sua politica di pacificazione con la Francia rivoluzionaria (che non voleva e non era in grado di offrire una sufficiente compensazione alla perdita dei Paesi Bassi e dei diritti imperiali oltre il Reno): non bisogna, infatti dimenticare che, a Parigi, Robespierre sarebbe inaspettatamente caduto solo il 28 luglio 1794, ovvero 15 giorni dopo la sconfitta del Trauttmansdorff. Per una volta, occorre dire, gli giocò contro la contemporanea presenza del cognato Principe di Colloredo alla vice-cancelliere imperiale, di modo che, se la scelta fosse caduta sul Trauttmansdorff, allora l'intera politica estera imperiale sarebbe dipesa da un'unica, stretta e coesa, famiglia.

### Secondo allontanamento dalla carriera diplomatica
Trauttmansdorff si ritirò, quindi, una seconda volta dalla carriera diplomatica. Mentre, però, nel 1789 era stato semplicemente cacciato dal servizio, ora riceveva, a titolo di indennizzo, una pensione di 6 000 fiorini, che si aggiungeva al suo patrimonio, già assai considerevole. Non si trattava, però di un premio, bensì, appunto, di una liquidazione; tant'è che, per i successivi sette anni, egli non poté ottenere nessun nuovo incarico e scomparve dalla scena principale. Della circostanza dovette essere ben conscio, tant'è che decise di devolvere platealmente l'emolumento ad incremento delle pensioni degli impiegati della cancelleria.

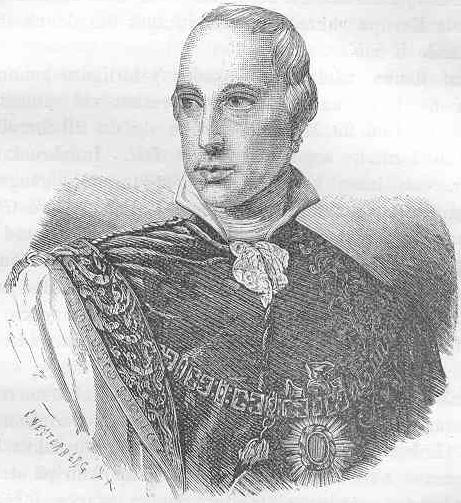
Il Romano Imperatore Francesco II

### Alcuni anni appartato
Nonostante il bel gesto, quel che è certo è che, sinché durò il ministero del Thugut, Trauttmansdorff non poté rientrare in cancelleria. In effetti, il fallimento delle trattative segrete con la Francia rivoluzionaria non causò certò l'abbandono del 'Sistema del Thugut', che, anzi, si può ben affermare avrebbe addirittura trionfato: anzitutto con l'accordo segreto austro-russo dell'8 gennaio 1795 che regolò la terza spartizione della Polonia, allorché Vienna ebbe Cracovia, Lublino, Chełm e Sandomir, cioè assai più di quanto ottenne, in quell'occasione, la Prussia; eppoi alla fine della lunghissima guerra della prima coalizione, allorché la spegiudicatezza del giovane Buonaparte, rese disponibile allo scambio la Repubblica di Venezia, al posto del tanto desiderato Ducato di Baviera.
Eppoi Thugut non aveva buone ragioni per essere riconoscente al Trauttmansdorff per la sua opposizione a corte e per il triplo fallimento di Bruxelles.
Per recuperare terreno, Trauttmansdorff continuò ad appoggiarsi a quella parte della corte che osteggiava il 'Sistema del Thugut', in particolare il Principe di Colloredo e il vecchio feldmaresciallo Lacy. Sistematizzò, inoltre, le posizioni della propria parte, scrivendo molto: così come dopo la caduta di Bruxelles si era riscattato redigendo le 'Memorie', così anche questa volta Trauttmansdorff diede mano alla penna e prese a precisare, in ricchi memorandum, una sistematica critica del 'Sistema del Thugut', che, con le loro critiche, accompagnarono quel Thugut per l'intero suo percorso Anzitutto, ribadiva instancabilmente che era impossibile continuare ad oltranza la guerra con la Francia, preferendole, inizialmente un'alleanza con la Francia ... cosicché l'Austria potesse riprendere la Slesia e ricostruire la Polonia del 1792, poi un fronte comune con la Prussia contro la Francia, più tardi ancora un'alleanza difensiva di tutti i poteri restanti indipendenti d'Europa che, sola, poteva opporre una resistenza al nuovo colosso francese (nell'alleanza andava inclusa la Prussia e, a tal fine, occorreva cessare le restanti piccole gelosie e astiosità); in ogni caso, ne seguiva la necessità di abbandonare la spregiudicatezza della politica tortuosa del Thugut, a favore di un più trasparente sistema di alleanze, anche per non lasciarsi condurre alla deriva dagli eventi; ne seguiva, anche, la necessità di astenersi da ogni chimerico tentativo di ingrandimento; ne seguiva, infine, l'opportunità di cessare la miope opposizione alla certamente inevitabile secolarizzazione delle proprietà della chiesa tedesca.
Infine, proponeva la sostituzione dell'assolutismo ministeriale con una conferenza dei ministri collegiale, che deliberasse sotto la presidenza dell'imperatore e si rendesse, in tal modo, garante di politiche più stabili e meno opportunistiche (si trattava, in quest'ultimo caso, di una delle maggiori lamentele degli oppositori a corte del Thugut, ovvero che egli tenesse tutti gli affari per sé: Trauttmansdorff espresse occasionalmente all'imperatore il timore che, se quel Ministro si fosse ammalato, nessuno avrebbe potuto rimpiazzarlo).
I memorandum consentirono al Trauttmansdorff di profilarsi, negli anni, quale capo e portavoce degli oppositori al tout-puissant ministro degli esteri in carica: il suo prestigio era talmente ristabilito, che, si vedeva in lui il futuro successore del ministro. L'occasione venne all'indomani della guerra della seconda coalizione (segnata dalla clamorosa sconfitta a Marengo 14 giugno 1800 e da quella seguente a Hohenlinden del seguente 3 dicembre), alloroché Francesco II dovette accettare la pace di Lunéville.

### La caduta del Thugut

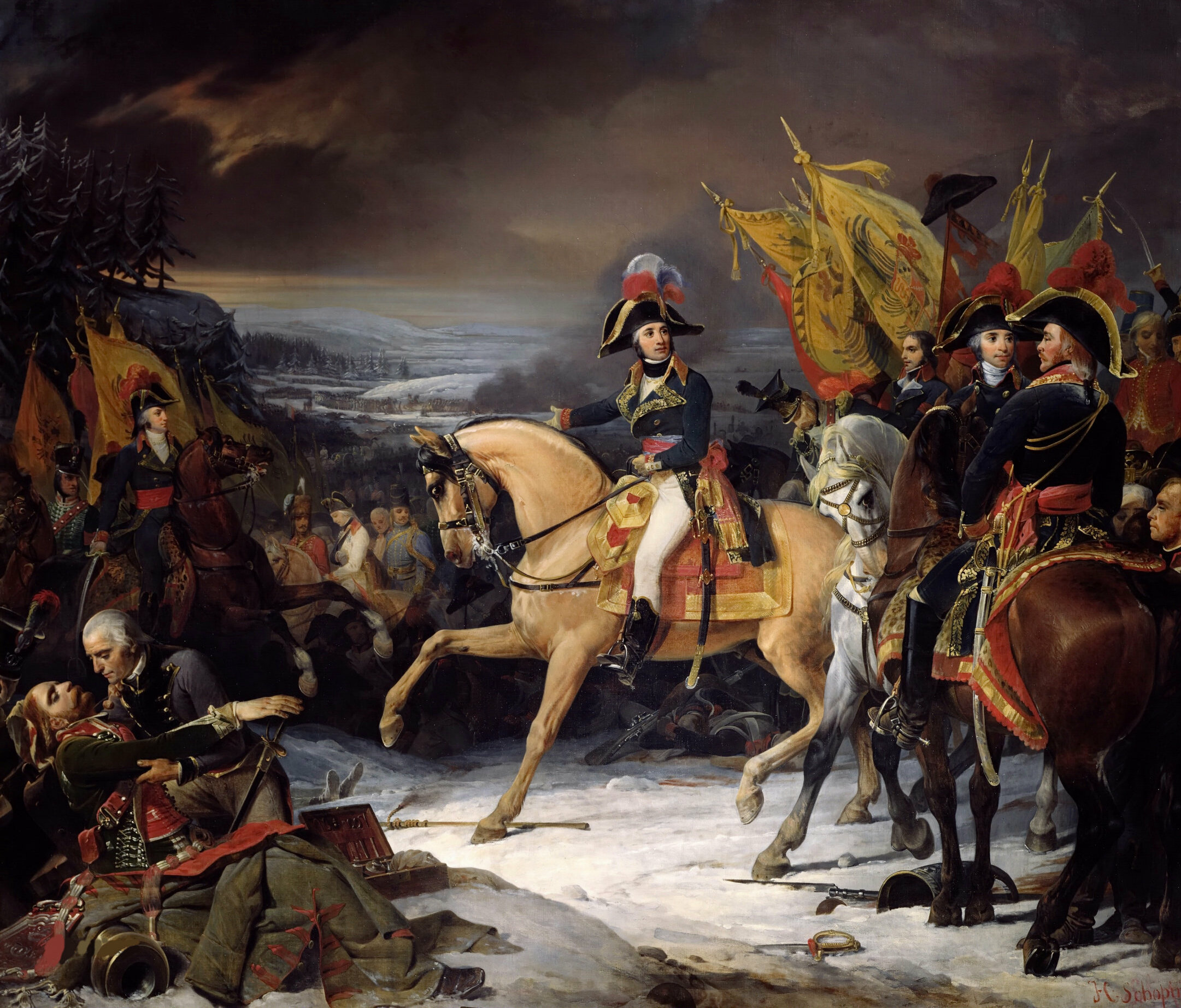
La Battaglia di Hohenlinden

Fra Hohenlinden e Lunéville, si aprì una fase di incertezza, nella quale si attendevano le dimissioni del Thugut, ma ancora Francesco II non aveva deciso con chi sostituirlo. Teoricamente, sin dal fallito Congresso di Rastatt l'incarico era destinato al Ludwig Cobenzl, il quale, però, nel frattempo era stato inviato ambasciatore a San Pietroburgo presso il nuovo zar Paolo I eppoi a Lunéville; si trattava, per giunta, del cugino di quel Philipp Cobenzl che aveva licenziato in tronco Trauttmansdorff l'indomani della caduta di Bruxelles. Cosicché Trauttmansdorff ricorse ad ogni argomento per evitarne la nomina e ottenerne il posto: facendosi forte delle proprie entrature fece presente all'Imperatore che, dal momento che Paolo I di Russia detestava Thugut e aveva trattato molto male, nel corso del suo ultimo anno di soggiorno il Ludwig Cobenzl, per conseguenza un terzo candidato poteva meglio convenire al ministero degli affari esteri, offrendosi di farne le veci nell'attesa.

### Brevemente al ministero degli esteri
Riuscì solo a metà nei suoi intenti: allorché, il 27 marzo 1801, Thugut venne dimissionato, Francesco II nominò un nuovo governo (noto come 'consiglio di stato'), ove (accanto all'arciduca Carlo, in qualità di 'responsabile degli affari militari', al Colloredo-Waldsee agli interni, al barone di Tzdenczy agli affari d'Ungheria) Trauttmansdorff ebbe sì gli affari esteri ad interim, sotto la formale direzione del Colloredo-Waldsee, ma solo in supplenza del Ludwig Cobenzl e sinché egli fosse stato trattenuto a Lunéville eppoi a Parigi.
Trauttmansdorff era stato scelto in quanto uno dei leader del partito della pace e non deluse le aspettative: negli otto mesi del suo interim, egli rovesciò la politica del Thugut: si oppose a legare l'Austria, totalmente spossata, a una nuova coalizione contro Napoleone e cercò di recuperare un rapporto di collaborazione con la Prussia di Federico Guglielmo III, interrotto almeno da quando, con la Pace di Basilea del 5 aprile 1795, Berlino aveva fatto pace con Parigi. Le due corti era anzitutto divise da aspirazioni profondamente confliggenti su Polonia e Germania. Trauttmansdorff diede, quindi, priorità a risolvere la grande questione inter-tedesca della secolarizzazione e degli indennizzi dei Principati ecclesiastici dell'Impero. A tal fine inviò ambasciator a Berlino lo Stadion (destinato a una brillante carriera diplomatica) e, a suo credito, va detto che gli riuscì di impostare le trattative, ma incontrò anche notevoli difficoltà, quali l'intricata questione dell'elezione a Münster: il 26 luglio 1801 si era spento Massimiliano d'Asburgo-Lorena, sedicesimo ed ultimo figlio di Maria Teresa e, dunque, zio dell'Imperatore regnante: con il Lunéville del 9 febbraio 1801 aveva appena perso l'Elettorato di Colonia, sulla riva sinistra del Reno, ma conservava il titolo di Elettore e la diocesi di Münster, sulla riva destra, con notevoli territori. Francesco II voleva fargli succedere il proprio fratello Antonio Vittorio, mentre i prussiani desideravano secolarizzarne ed annetterne i territori.
Nel frattempo, i giochi a Vienna non erano ancora fatti: Trauttmansdorff fece l'impossibile per conservare il portafoglio si impegnò con ogni sorta di mezzi per perdere Ludwig Cobenzl nello spirito dell'Imperatore ed in quello dell'arciduca Carlo, che aveva grande influenza sulle decisioni del proprio fratello, si giunse persino a immaginare di affiancare al Colloredo-Waldsee due vicecancellieri Ludwig Cobenzl e Trauttmansdorff, cosicché è certo che i sostenitori di quest'ultimo poterono sino all'ultimo sperare che l'interim si sarebbe trasformato in un incarico pieno, con il Ludwig Cobenzl indennizzato con un posto di ambasciatore a Parigi o San Pietroburgo.

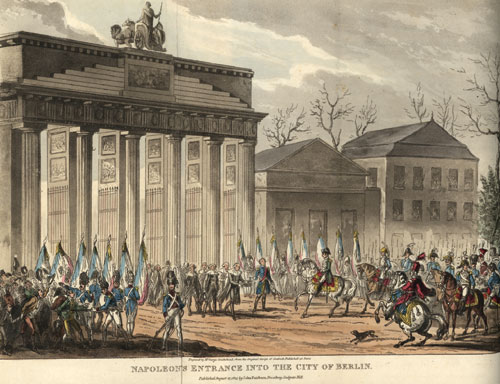
L'ingresso di Napoleone il Grande. in Berlino

Al Trauttmansdorff mancò, in quel frangente, un qualche concreto successo nelle trattative con Berlino, la quale, anzi, non rinunciava a pretendere sostanziali ingrandimenti territoriali (come la successione alla diocesi di Münster largamente dimostrava) e, soprattutto, faceva mostra di contare assai sul sostanziale appoggio francese, che Napoleone (ormai Primo Console) volentieri le offriva, in chiave prettamente anti-asburgica. Di qui le perplessità che costarono al Trauttmansdorff l'appoggio del ministro reggente conte di Colloredo-Waldsee, che ottenne da Francesco II che, il 18 settembre 1801, del posto prendesse possesso, in via definitiva, il Ludwig Cobenzl.
E, a onor del Colloredo-Waldsee, bisogna riconoscere che Berlino pretese, effettivamente, di coinvolgere Parigi nei negoziati e non sarebbe rientrata nel conflitto con Napoleone prima del 1806, col bel risultato, per la Prussia, di vedersi negare l'appoggio di Vienna e subire la disgraziatissima guerra della quarta coalizione. Dunque, Trauttmansdorff forse fu profeta, sicuramente ebbe ragione troppo presto.

### Altri anni appartato
In vista dell'insediamento di Johann Ludwig Cobenzl, al Trauttmansdorff venne proposto, in compensazione, il posto di ambasciatore a Parigi, dalla quale egli pregò fortemente di essere dispensato. Ottenendo, comunque, che il rivale ottenesse solo il titolo di vice-cancelliere (sotto il cancelliere Colloredo-Waldsee) e che ogni rilevante decisione venisse condivisa in un 'consiglio di conferenza' del quale Trauttmansdorff divenne membro (accanto all'arciduca Carlo, in qualità di responsabile degli affari militari, al Kolowrat agli interni, al Colloredo-Waldsee formalmente cancelliere, a Johann Ludwig Cobenzl vice-cancelliere e referente per gli affari esteri).
Non bisogna, però, immaginare un consesso troppo formalizzato, e tanto meno costituzionalizzato: mai Johann Ludwig Cobenzl vi discusse questioni rilevanti o riservate, anzi, non venne quasi mai alle riunioni e poté concertare sempre ogni mossa direttamente con il Colloredo-Waldsee, il quale non comprendendo nulla degli affari esteri, trovava sempre perfetto quel che Johann Ludwig Cobenzl gli proponeva. In effetti, quindi, Trauttmansdorff non ottenne molto, ma conservava comunque titolo a far sentire le proprie proposte in materia di affari esteri.
Così, la scelta del Cobenzl, tuttavia, non coincise affatto con la disgrazia del Trauttmansdorff. Anzi, già ciambellano, seppe superare l'uscita di scena di due dei suoi più importanti cognati e conservare un legame personale di fiducia con Francesco II, che lo elevò, il 12 gennaio 1805, a principe dell'Impero.

### La caduta del Ludwing Cobenzl

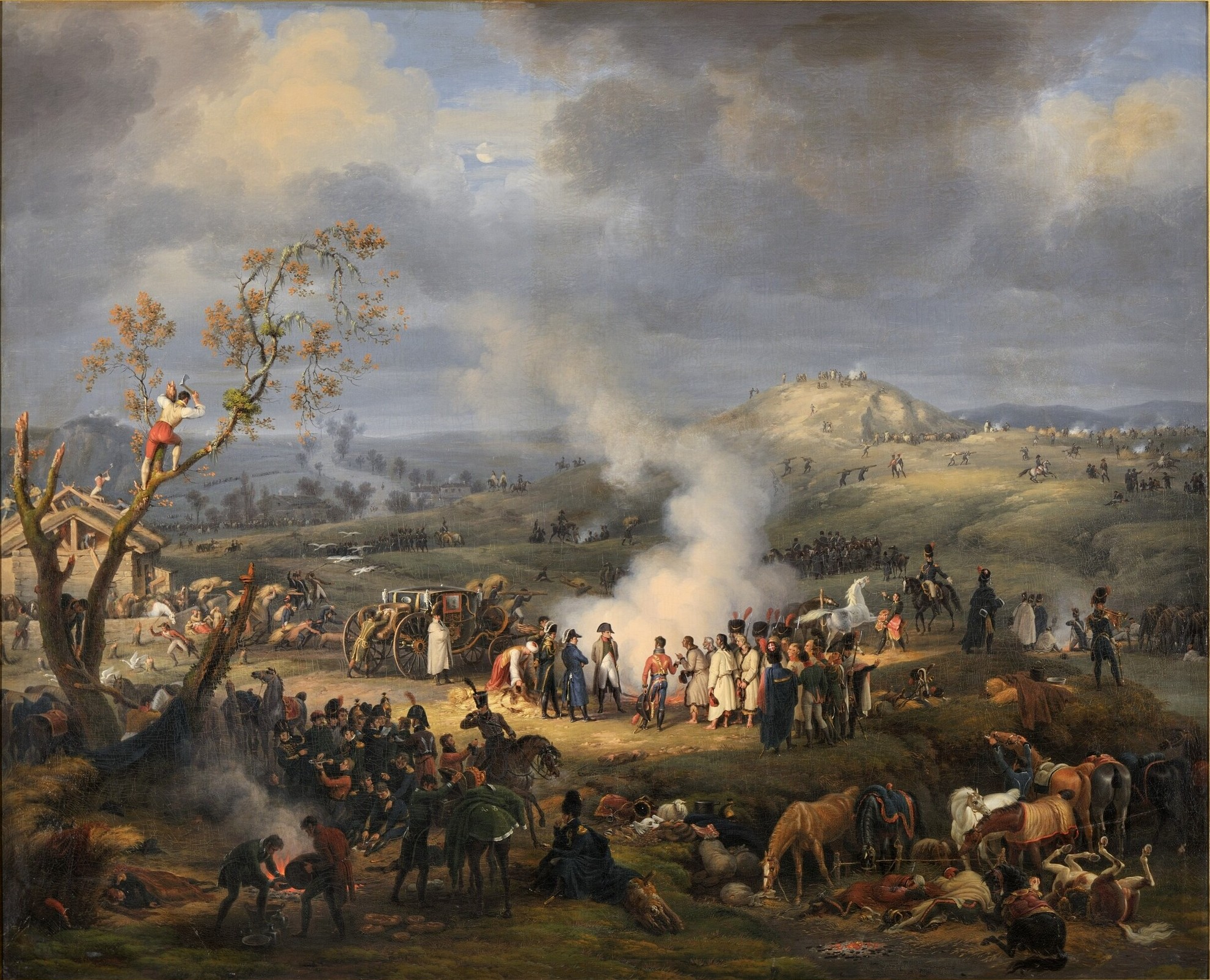
La battaglia di Austerlitz, il 2 dicembre 1805.

L'ultima grande chance del Trauttmansdorff venne verso la fine del ministero del Cobenzl: Vienna osservava con preoccupazione il consolidarsi del potere di Napoleone, che, il 2 dicembre 1804 si era incoronato imperatore e, il 26 maggio 1805, Re d'Italia; né v'era, ancora una volta, nulla da attendersi dalla Prussia di Federico Guglielmo III, che conservava una benevola neutralità nei confronti del Primo Impero; solo lo zar Alessandro I si mostrava meglio disposto a fronteggiarne la minaccia; tuttavia, era anche chiaro che ogni accordo sarebbe stato considerato a Parigi come un'intollerabile offesa al divide et impera su cui ormai si basava la propria supremazia continentale. Si aprì quindi un fondamentale scontro a corte, in cui Trauttmansdorff svolse un certo ruolo nel sostenere un'alleanza segreta difensiva con lo zar, ciò che, d'altra parte, era certamente coerente con i suoi memorandum.
Napoleone, però, fu più lesto di tutti: ruppe l'armata d'Italia di Francesco II a Caldiero, quella di Germania a Ulma; infine, il 2 dicembre 1805 ad Austerlitz, Napoleone polverizzò le forze austriache e russe, in quella che forse fu la sua più brillante battaglia.
Si propose allora, drammaticamente, l'esigenza di creare le condizioni per la ricostruzione dello Stato: l'arciduca Carlo e l'arciduca Giovanni riformavano l'esercito, fra l'altro introducendo, nel 1808, il servizio di leva obbligatorio. E, quanto alla politica estera, bisognava ricostruire un rapporto costruttivo con la Prussia. Si trattava, quindi, di riprendere le intuizioni del Trauttmansdorff e, per un certo tempo si parlò del fatto che egli avrebbe dovuto sostituire Cobenzl. Ma la scelta cadde sull'antico collaboratore del principe, lo Stadion: uomo certo adatto, poiché era stato ambasciatore prima a Berlino, poi a San Pietroburgo e fu quest'ultimo a negoziare la Pace di Presburgo che pose fine alla guerra della terza coalizione.

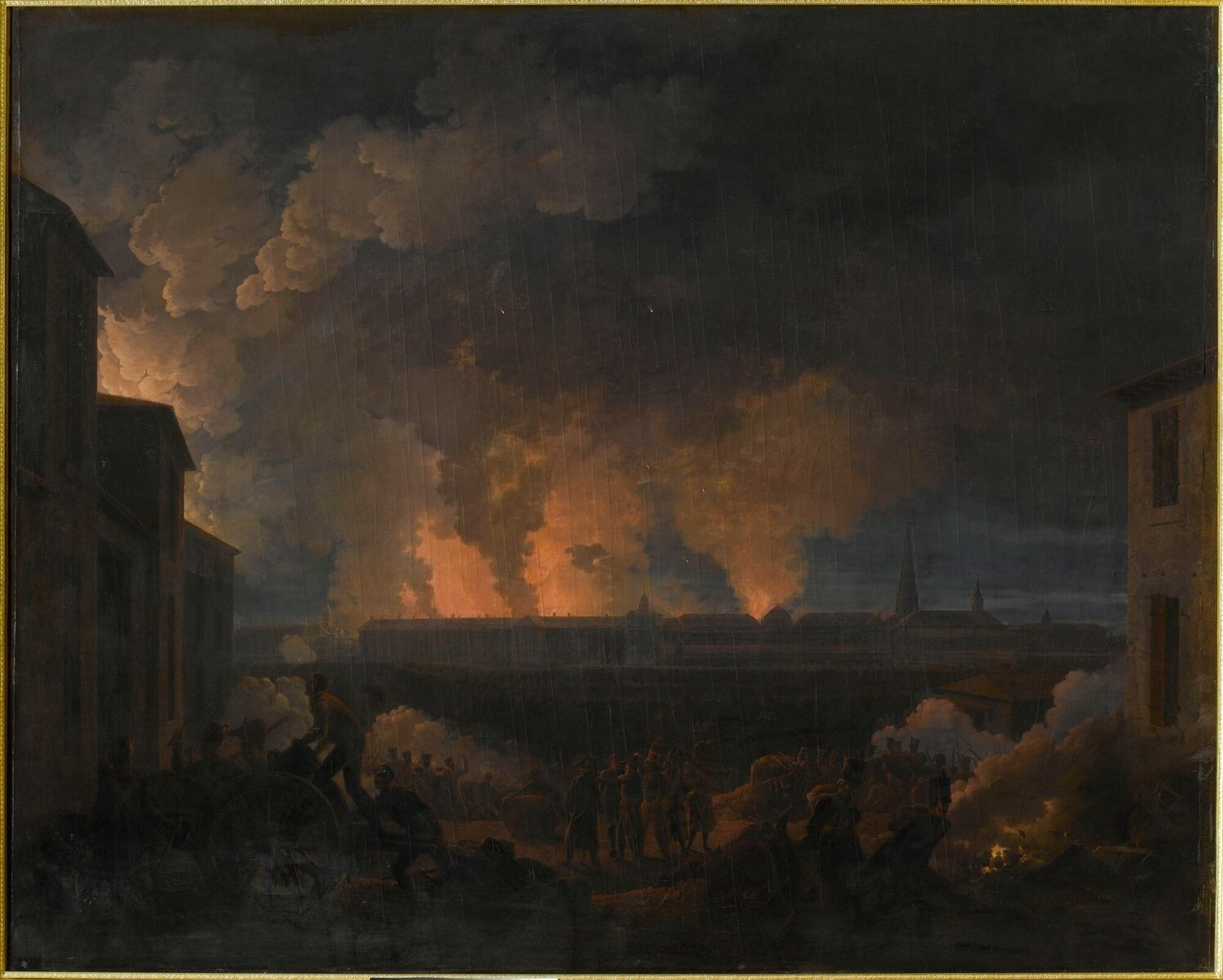
Il bombardamento francese di Vienna, l'11 maggio 1809

La composizione del nuovo ministero, comunque, venne deciso negli incontri tra l'Imperatore e l'arciduca Carlo, suo fratello: non è escluso che quest'ultimo non conservasse un gran ricordo del Trauttmansdorff, che aveva incontrato due volte: al tempo della sua permanenza al Cancellierato per i Paesi Bassi e del passaggio al ministero degli esteri nel 1801.

## Gran Cortigiano alla Corte di Vienna

### Ciambellano e Ministro
Comunque, a Vienna Trauttmansdorff non abbisognava di cariche per garantirsi un ruolo sociale di primissimo piano. Di lui parla addirittura Stendhal, in una lettera datata 1808, che lo ricorda fra i grandi signori circondati da una pompa quasi reale, al pari degli Esterhazy e dei Palfy, tutti ricordati come i più ricchi proprietari di una delle grandi monarchie dell'Europa, i soli 'gran signori' ai quali si possa applicare questo nome con qualche proprietà.
Fu anche per questo che Francesco II volle farne miglior uso, nominandolo, nell'agosto 1807, primo maggiordomo di corte e grande scudiero di corte, ovvero la prima e la quarta delle cinque grandi cariche di corte, che rendevano il conte responsabile, rispettivamente: di tutte le persone che componevano la casa del sovrano (ad esempio il grand-maître de cuisine e il grand-maître de vaisselle); nonché di tutto ciò che apparteneva alle scuderie della corte. Si aggiunse la nomina, onorifica, a colonnello dei Trabans, la guardia del corpo dell'Imperatore. Senza dimenticare che il conte partecipava alle riunioni del governo, in quanto Ministro di Stato e delle Conferenze.
Si trattava di funzioni assai rilevanti nel contesto della corte imperiale. Ad esempio:, nel 1808, allorché venne istituito l'Ordine Imperiale di Leopoldo, fu il Trauttmansdorff, gran personaggio di corte, a organizzarne l'attribuzione, assieme al Principe di Metternich; nel 1807 fu lui a domandare ufficialmente in matrimonio, per il sovrano, la di lui cugina di primo grado Maria Ludovica Beatrice d'Asburgo-Este, poi sposata il 6 gennaio del 1808; nel 1814, fu lui ad organizzare il viaggio di Maria Luigia, ormai ex-Imperatrice di Francia, dal Castello di Rambouillet, eppoi ad accoglierla, all'Abbazia di Melk, poco prima del suo rientro a Vienna; ancora, nel 1816, firmò i contratti di nozze fra l'arciduchessa Maria Leopoldina e Pietro di Braganza, dal 1822 primo Imperatore del Brasile.
Senza contare i sempre importanti legami familiari, coi due cognati più giovani, ormai entrambe feldmarescialli: Wenzel Joseph Colloredo, dal 1808, Joseph Colloredo, nel 1809-1814, addirittura ministro della guerra.

### La caduta di Napoleone

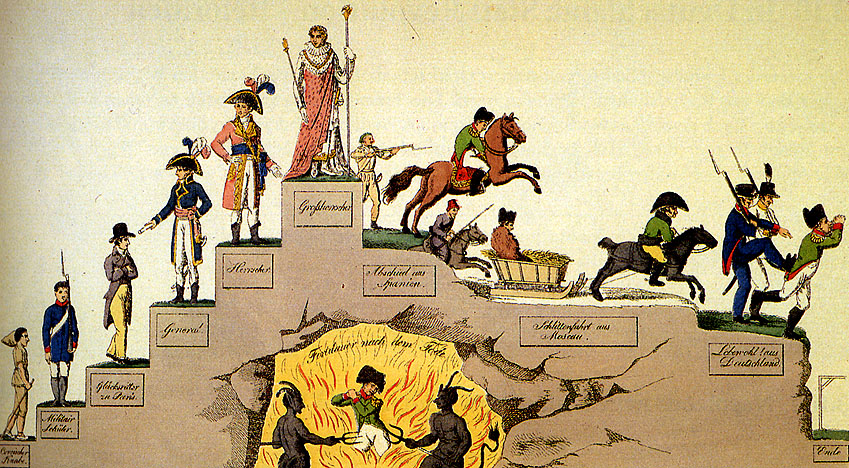
Ascesa e caduta di Napoleone il Grande.

Né bisogna immaginare che tali ruoli di corte fossero alieni da una grande rilevanza per lo Stato. Valga, ad esempio, quanto accadde nel 1813, quando Napoleone il Grande tornò dalla Campagna di Russia con un esercito disfatto, i russi chiesero a Vienna di imitare il tradimento dei prussiani. Quando Francesco II volle incontrare il Nesselrode e lo zar Alessandro, trovò il primo ad attenderlo nel castello di Gitschin, proprietà avita del Trauttmansdorff. Fu in quell'occasione che furono poste le basi del trattato di Reichenbach, che portò all'ingresso dell'Impero austriaco nella Sesta coalizione il 20 agosto 1813 e consentì la sconfitta di Napoleone a Lipsia.
Infine, dalla sua posizione di primo maggiordomo di corte, ebbe un ruolo di rilievo nell'organizzazione del Congresso di Vienna, ed a lui si doveva la lucentezza della rappresentazione, che la corte di Vienna presentava al tempo.

### Esito
Né la sua influenza venne a scemare nei suoi più tardi anni: fu sempre bene accetto alla corte di Vienna, ove morì, il 28 agosto 1827, con il titolo di grand-maître e ciambellano di Sua Maestà Imperiale, nonché membro del governo in qualità di Ministro di Stato e delle Conferenze. Cinque anni più tardi, il 20 settembre 1832, lo seguì la moglie, Carolina di Colloredo.
Ebbe cinque figli:
- Maria Anna Gabriele (23 settembre 1774 - 27 maggio 1848),
- Marie Gabriele (19 febbraio 1776 - 22 novembre 1853),
- Franz Norbert (23 giugno 1777 - 15 marzo 1779),
- Marie Elisabeth Franziska de Paula Vincentia Ferreria (16 dicembre 1778 - 1786 o 96)
- Johann Nepomuk Joseph Norbert, principe di Trauttmansdorff-Weinsberg (18 marzo 1780 - 24 settembre 1834)

L'unico maschio sopravvissuto, Giovanni-Nepuceno, percorse un'importante carriera diplomatica, e fu ambasciatore di Vienna in Baviera ed in Sassonia.

## Memoria
Nella prima metà dell'Ottocento, Trauttmansdorff era una figura piuttosto nota agli storiografi: ad esempio l'ottimo Michaud, ancora nell'ultima edizione del 1857 della sua celeberrima Biographie universelle, lo definiva uno degli uomini di Stato più celebri della nostra epoca; mentre oggi è sostanzialmente ignorato. Ancora: il suo ruolo nella Rivoluzione del Brabante, veniva descritto in termini quasi enfatici, mentre quegli storiografi che si sono occupati più vicino di quelle vicende, lo segnalano soprattutto per le conseguenze del tutto fallimentari della sua politica.
Complessivamente, tale evidente evoluzione, può essere fatto risalire proprio al ruolo di altissimo dignitario di corte, che costituì la sostanza del contributo politico del conte, nell'ultima e più importante parte della sua vita: sia in quanto la storiografia novecentesca ha man mano perso la sensibilità necessaria a riconoscere il grande ruolo ricoperto, nelle corti antiche, dai grandi cortigiani; sia poiché proprio l'importanza del ruolo allora ricoperto, consentì al conte di gestire la memoria delle proprie azioni diplomatiche e politiche con grande influenza e qualche cura. Esattamente il contrario di quanto avvenne all'assai meno colpevole d'Alton.